# 카이로프랙틱

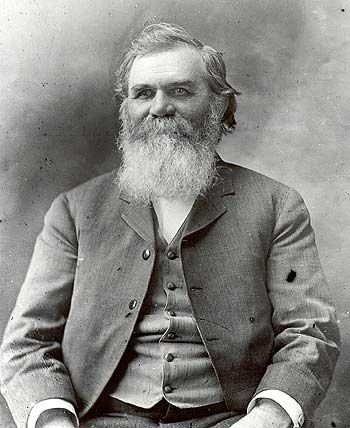

카이로프랙틱(영어: chiropractic)은 약물을 사용하거나 수술을 하는 대신, 신경, 근육, 골격을 다루어 치료하는 대체의학 분야이다. 신경-근육-골격 체계의 장애가 건강에 미치는 영향을 진단, 치료, 예방하는 데 관심을 두는 의료 분야로서 수기치료법이 강조된다. 주로 척추를 중심으로 골격과 근육을 신경계와 연계하여 병을 진단하고 치료한다. 수기를 사용하는 마사지 안마 추나 지압과 같거나 비슷한 것으로 이해하는 경우도 종종 있으나 진단 치료가 기존의 치료법과는 차별화된다. 현재 13만명 이상으로 추정되는 카이로프랙틱 닥터가 대한민국을 제외한 미국을 비롯해 약 160여개 국가서에서 활동하고 있다.
세계보건기구는 2005년에 '카이로프랙틱의 기본교육과 안전에 관한 지침서'를 발행하고 제도화가 되지 않은 나라는 법률을 제정하여 관리하도록 권장하고 있다. 첫 치료 후 인체기능이 정상화 되면서 약간의 열이 있거나 좀 불편하다는 보고가 가끔 있으나 1-3일 지나면 사라진다. 카이로프랙틱은 미국을 비롯하여 100여개국 이상에서 허용이 되고 있으며, 대한민국에서는 제도화가 늦어지고 있다.

### 어원
카이로프랙틱(chiropractic)이라는 말은 그리스어로 손을 뜻하는 χείρ(kheir)와 치료, 행동을 뜻하는 πρακτικός(praktikos)의 합성어이다. 한국어로는 원어 그대로 카이로프랙틱이라고 하거나 척추신경 드물게 척추교정으로 번역되기도 한다. 카이로프랙틱은 원어를 그대로 살려서 사용하는 데 의미가 있고, 척추신경은 신경에 중심을, 척추교정을 척추를 바르게 한다는 데에 주안점을 두고 있다. 일부에서 사용되는 척추지압요법은 올바른 번역이 아니다. 카이로프랙틱에서는 지압을 하지도 않을뿐만 아니라 의학적 접근법이나 원리가 동양의학과는 다르다.

## 역사
카이로프랙틱은 캐나다에서 미국으로 이민을 온 대니얼 팔머(Daniel David Palmer)에 의해서 창안되었다. 팔머는 다양한 직업을 가졌던 사람으로서 자석(磁石)치료사도 했다고 한다. 당시는 미국에 정규 의과대학이 몇 개에 불과하여 오늘날 같은 체계적인 정규 교육이 어려웠던 것으로 보인다. 1895년의 어느날 환자를 치료하는데 우연히 몸에서 '뚝'소리가 나면서 평소에 잘 들리지 않던 환자의 청력이 호전되었다고 한다. 카이로프랙틱 종사자들은 이 사건을 카이로프랙틱의 창안으로 보고 있다.
18세기 중엽 과학이 발달하면서 의학이 분화되기 시작하였다. 약물과 수술을 하는 일반의학(allopathy medicine)외에, 영국에서 치과업을 하는 사람들이 늘면서 치과의사가 하나의 직업으로 자리를 잡았다. 치과의사들도 초창기에는 돌팔이라는 상투적인 주장에 시달렸다고 한다. 이보다 일찍 독일에서 동종의학(homeopathy medicine)이 나와서 유럽은 물론 미국에서 1920년대까지 상당히 영향을 주었다. 카이로프랙틱과 비슷한 시기에 나온 정골의학이 있다. 정골의학은 인체의 균형을 중요시하고 주로 두개골을 전문적으로 다루는 분야다. 발문제를 다루는 족부의사, 허브나 단식 물을 사용하는 자연요법의사, 시력을 측정하고 안경을 처방하는 검안의사, 청력을 측정하고 보청기를 처방하는 청능사 등이다. 오늘날 보이는 수많은 의학은 이때부터 학문적인 체계를 갖추게 되었다.
카이로프랙틱이 성장함에 따라서 WHO는 인류의 건강과 안전을 위해서 "카이로프랙틱의 기본교육과 안전에 관한지침서"를 2005년에 발행하고, 제도화가 안된 나라는 법률을 제정하여 관리하도록 권장하고 있다. 카이로프랙틱 시술을 하려면 환자를 진단하고 치료하는데 필요한 의학 공부를 어느 정도 해야 되는지 자세히 설명하고 있다. 의료인이라도 카이로프랙틱 시술을 간단한 세미나를 통해서 배워서 시술해서는 안 된다는 것이다. 카이로프랙틱 조정을 금지하는 질환의 목록을 정해 놓고 안전하게 시술이 되도록 하고 있다.

## 원리 및 적용
인체는 항상 최적의 상태를 유지하려는 성질을 갖고 있다. 이것을 항상성(Homeostasis)이라고 한다. 인체가 불안정에 상태가 되면 즉 병이 생기거나 건강을 잃게 되면 낫게하려는 성질이 있는데 이를 자연회복력(또는 탄력성)이라고 한다. 이 두가지 성질은 인체가 언제나 정상적인 기능을 하도록 한다. 이것은 인체가 필요로 하는 영양과 산소가 공급되고 신경계의 흐름이 원활하게 이루어지면 정상적으로 작동한다. 신경계의 흐름이 원활하지 않다면 향상성이나 자연회복력이 정상적인 기능을 하지 못하는데 이것을 변위(subluxation)라고 한다. 인체의 변위를 바르게 하는 것이 카이로프랙틱의 기본 철학이다. 카이로 프랙틱은 척추의 배열의 이상으로 각종 암과 질병을 일으킨다고 주장하고 있다. 이는 과학과의학에서는 도저히 받아 들일수 없는 주장이다. 또한 위의 원리라고 하는 내용도 의학과 과학에서는 받아들일수 없는 다분히 공상, 철학적인 내용이다.
인체는 감각 수용체(receptor)에 의해서 정보를 입수하고 이를 뇌 신경세포(neuron)를 통해서 대뇌에서 종합적으로 분석한다. 감각수용체와 뇌세포간에 정보 전달이 정상적으로 되도록 변위를 없애는 것이 바로 카이로프랙틱 치료다. 손으로 병을 치료하는 카이로프랙틱의 흔적은 오랜 옛날로 거슬러 올라간다. 약물이나 수술보다는 자연회복력에 의지하여 환자를 치료했던 의학의 아버지 히포크라테스도 손을 사용하여 병을 낫게 하였다. 그러나 온전한 의학 체계를 갖춘것은 근대에 와서 가능하게 되었다. 신경계가 인체를 조절하고 관리하는 가장 중요한 시스템이라는 것을 19세기에 알게 된 것이다.

### 진료범위
카이로프랙틱 닥터의 진료범위는 근본적으로 척추를 중심으로 인체의 건강문제를 다루게 된다. 기본적으로 병력을 조사하고 신체검사를 통해서 정형검사 신경학 검사를 해서 진단에 필요한 기초적인 검사를 한다. 엑스레이를 촬영하여 골격의 구조와 병리적인 문제가 없는지를 살핀다. 필요한 경우 혈액검사와 소변검사를 하여 추가적인 정보를 얻는다.
미국의 경우 주(州)마다 진료범위에 약간의 차이가 있다. 카이로프랙틱이 성장하고 사회가 변하면서 일부 주에서는 약물을 처방하고 있다. 플로리다 주는 일반약물을 처방하고 응급실에서 근무를 한다. 오레곤 주는 약물처방과 작은 수술, 자연분만도 시행해 왔다. 침구가 미국의 주류 의료에 편입이 되면서 카이로프랙틱 닥터들 중에는 침구 면허를 취득하여 침술을 하기도 한다. 카이로프랙틱 닥터에 따라서 영양학이나 기능의학을 수련하기도 하며 치료에서 비타민 미네랄 허브 등을 사용하기도 한다. 기본적으로 손을 사용하여 치료를 하는 것을 가장 가치있게 여기고 있다.
카이로프랙틱 닥터가 진료하는 질환의 분포를 보면 요통이 68% 비요통이 32%로 나타났다. 비요통에서 13% 목/안면통증 상해, 5% 흉추통 상해, 3% 팔 또는 상해, 2% 두통, 5% 기타, 1%자료 분실로 나타났다.
진료빈도별 질환
- 매일: 척추변위(subluxation), 관절 기능이상, 두통.
- 자주: 근육염좌, 관절염, 신경염, 건초염, 방사통, 후관절 증후군, 추간판 탈출증, 염좌 혹은 관절의 탈구, 경추 요추의 과전만, 척추측만증, 활막염, 고혈압 혹은 저혈압, 알레르기 비만.
- 가끔: 흉추부 후만증, 골다공증/골연화증, 손목 발목 터널증후군, 골격의 선천적 후천적 기형, 턱관절, 류마티스 관절염, 근 위축증, 영양장애, 생리불순, 천식, 폐기종, 만성폐쇄성질환, 중이염, 임신, 호흡기질환, 여드름, 건선, 평형감각상실, 당뇨, 청력장애, 시력장애, 소화불량, 서혜부탈장, 장염, 갑상선 질환, 치질.[11]

### 치료 효과
수기치료는 고대로부터 사용되어 왔고 히포크라테스도 척추를 치료한 기록들이 있다. 수기치료는 카이로프랙틱, 정골의학 물리치료에서 시술되고 카이로프랙틱 닥터가 수기치료의 대부분을 한다. 카이로프랙틱 치료에 관한 연구는 꾸준히 행해지고 있으나 임상을 통해서 환자가 낫고 실생활에 이것을 이용하는 비율이 높아도 이것을 검증하는 데에는 큰 비용이 필요하다.
카이로프랙틱 연구비는 자체적으로 충당을 해오다가 1990년대에 들어서 연방정부에서 지원이 되기 시작하였다.
요통이 발생한지 1달 이내의 증상으로 경험자들에 의하면 한 두번 시술을 받고 나았다고 주장을 하기도 한다. UCLA 대학에서 일반의료 카이로프랙틱 물리치료에 대해서 연구를 했는데 일반의료나 카이로프랙틱은 효과가 있고, 물리치료는 장애를 가진 사람들에게 효과가 있다는 연구가 있다.
척추 교정(Spinal manipulation)과 mobilization이 목과 허리 통증에 미치는 영향을 비교 하기 위해 영어, 덴마크어, 스웨덴어, 노르웨이어, 네델란드어로 쓰여진 논문들을 비교 분석한 결과, 척추교정과 mobilization 이 효과가 있음을 알 수 있었다.
치료효과가 미미하다는 연구결과도 있다. 2010년 호주 앤드루 리버(Andrew Leaver)박사의 연구 결과에 따르면 목 통증 환자들이 카이로프랙틱과 같은 격한 치료를 받은 경우와 뼈에 자극 없이 목의 마사지만을 받은 경우의 치료 효과가 동일한 것으로 나타났다.
목뼈 조작(neck manipulation)을 통한 치료효과는 많은 연구 논문들을 통해 계속해서 밝혀지고 있다. 2016년 12월 the spine journal에 발표된 체계적 문헌고찰(systemic reviews)에 의하면 목뼈 조작(manipulation)은 목 통증의 완화에 효과적인 치료 방법이라고 결론을 짓는다. (Conclusions: Our review adds new evidence to the Neck Pain Task Force and suggests that mobilization, manipulation, and clinical massage are effective interventions for the management of neck pain.)

## 교육 및 자격시험

### 미국
1898년 대니얼 파머는 미국에 카이로프랙틱 교습소를 개설하여 운영하였다. 팔머의 아들 바틀릿 팔머는 1906년에 팔머의 카이로프랙틱 교습소를 인수받고 엑스레이 기계를 진료에 사용하기 시작했다.
현재 미국에는 카이로프랙틱 전문대학원은 18개 있다. 미국 카이로프랙틱 전문대학원의 입학 조건은 대학 2년을 마치고 의학공부에 필요한 과학과목을 이수해야 한다. 실제로는 많은 학교에서 입학조건을 상향하여 대학 3년을 마치거나 대학 4년을 요구한다. 입학조건은 일반적인 의학전문대학원과 동일하며, 입학생의 대부분이 일반대학 졸업자들이다.
카이로프랙틱 교육은 8학기(4년) 또는 14분기학기(quater)로 구성되어 있다. 10학기의 경우는 1년에 3학기를 운영하고 14분기학기의 경우는 1년에 4분기를 운영한다. 하지만 년수로 치면 3년~3년 반 사이인데 교육 과정이 만만치 않기 때문에 반 이상이 그안에 졸업은 못한다. 카이로프랙틱전문 대학원을 졸업하면 카이로프랙틱 박사학위(Doctor of chiropractic)를 받고 이를 간단히 D.C.라고 한다. 치과 의학전문 대학원을 졸업하면 치과의사 박사학위(Doctor of dentist)를 받는 것과 유사하다.
미국의 국가고시는 4차로 구성되어 있다. 1차는 기초과목을 마치면 시험 응시 자격이 있다. 이때는 전체학기의 대략 반을 마친 상태가 된다. 2차는 임상과목을 모두 이수한자, 3차는 9가지 임상과목을 중점적으로 출제하며, 4차는 실기시험으로 이루어져 있다. 2차는 1차를 합격하지 못하더라도 필수 수업만 들으면 이수가능, 3, 4차는 1차 합격하고 졸업일 기준 9개월, 6개월 이내여야 응시할 수 있다.
미국의 경우 면허를 관리하는 주(state)면허 위원회마다 차이가 있어 3차를 요구하거나 4차를 요구하기도 한다. 현재는 대부분의 주에서 4차를 요구한다. 학교를 졸업하고 국가고시를 합격하면 면허를 신청할 수 있다. 졸업해도 국가고시에 패쓰하지 못한경우 exam doctor로 근무할 수 있으나 이경우 환자를 직접적으로 교정하는것은 금지된다. (교정행위 외의 진단, 엑스레이등등 가능) 면허에는 chiropractic physician 또는 Doctor of chiropractic으로 표기를 한다. 면허는 2년마다 갱신하고 반드시 보수교육을 이수하여야 한다. 보수교육 시간은 주마다 차이가 있다. 미국 의료인의 일반의사(allopathy medicine), 치과의사(dental medicine), 족부의사(podiatric medicine), 정골의학(osteopathy medicine)등도 마찬가지로 2년에 한번씩 면허를 갱신한다.
또한, 미국 카이로프랙틱 대학과 의과대학(Medical school)의 최소 졸업 시간(Minimum required hours)을 비교 분석한 결과, 카이로프랙틱 대학이 2,419시간, 의과대학 2,047시간으로 오히려 370여시간 더 많이 배우는 것으로 나타났다.
diagnosis(408h, 113h), 해부학/발생학(456h, 215h), 생리학(243h, 174h), 화학/생화학(161h, 100h), x-ray(271h, 13h), 정형진단(168h, 2h)은 더 많은 시간을 배우며,
pathology(296h, 507h), 신경학(149h, 171h), 정신의학(56h, 323h), 산부인과학(66h, 284h)은 적은 시간을 배우는 것으로 나타났다.
하지만, 단순히 교육시간만 비교하는 것은 큰 의미가 없다. 정기 커리큘럼에는 1년 반 정도의 인턴 수련과정이 있다. 졸업 후 일부는 레지던트 과정 또는 postdoctoral fellowship 트레이닝을 받는다.

### 대한민국
한서대학교 대학원에 카이로프랙틱 의과대학원이 있다. 교육인적자원부의 허가를 받아서 1997년부터 교육하고 있다. 교육 과정은 8학기이며, 교육 내용은 미국이나 오스트렐리아와 유사하다. 과정 중 두 학기를 브리지포트대학교에 다니며 미국 카이로프랙틱 닥터 국가고시에 4차례 응시할 수 있다.
한국에서는 환자를 진료할 수 있거나, 처치할 수 있는 어떤 자격도 인정하고 있지 않다. 즉 안마사도 될 수 없으며, 더군다나 의사와 비슷한 진료를 하면 즉각 의료법 위반으로 고소,고발을 당할 수 있다.
한국에서 카이로프랙틱 시술은 의사 또는 한의사가 합법적으로 할 수 있다. 의사의 감독에 따라 물리치료사도 할 수 있다.

## 부정적인 입장
카이로프랙틱은 도입 초기부터 논쟁의 대상이 되어왔다.
치료효과가 미미하다는 연구결과도 있으며, 카이로프랙틱 시술로 인한 사망 및 부상도 보고된 바 있다.
Edzard Ernst 교수는 "카이로프랙틱은 모호한 개념에 뿌리를 두고 있다. 이로 인해 카이로프랙틱 직업군 내에 분쟁이 있어왔으며, 오늘날까지도 이어지고 있다."고 언급했다. 데니엘 팔머를 포함한 카이로프랙틱 시술사들은 무면허 의료행위로 징역을 살았다. 주류 의학계는 카이로프랙틱을 의사과학으로 취급한다.
목뼈 조작을 통한 치료효과는 의학적으로 증명된 바가 없다.
카이로프랙틱 닥터 Mark Sanders에 따르면 많은 미국 카이로프랙틱 닥터들이 여전히 모든 질병의 원인은 변위(subluxation)라고 믿고 있어 환자의 병력, 증상을 무시하고 진단이 필요 없다고 생각한다. 또한, 카이로프랙틱 닥터들은 pathology, diagnosis 등에 대한 교육이 부족하며 진단을 제대로 못한다고 한다.
카이로프랙틱 닥터였다가 그만둔 Allen J. Botnick, D.C.에 따르면
- 카이로프랙틱의 합법적인 의료행위의 범위는 매우 제한적이고, 카이로프랙틱이 사이비 과학에 매우 밀착되어 있어 최적의 물리 치료를 제공할 수 없다.
- 카이로프랙틱과 관련된 많은 기관들은 비윤리적인 의료행위를 장려한다.
- 수년간에 걸친 교육에도 불구하고 많은 카이로프랙틱 닥터들은 수준 높은 의료행위를 제공하기에는 지식과 능력이 부족하며, 많은 카이로프랙틱 닥터들은 큰 규모의 학자금 대출을 가지고 있다.(카이로프랙틱 학교 졸업생들은 의료 관련 직업 중 학자금 대출에 대한 채무 불이행 비율이 가장 높다.)

2004년 3월, 플로리다주 의회는 카이로프랙틱 학위과정 설립을 위한 6천만 달러의 재정지원안을 Florida State University에 제안하였다. 플로리다주 의회의 의장은 카이로프랙틱 닥터였다. 그러나 Florida State University의 많은 학자들은 이 제안에 반대하였고, 500명의 교직원과 40명의 교수들이 해당 제안에 반대하는 탄원서에 서명하였다. Florida State University의 director of orthopaedic surgery인 Raymond Bellamy는 "카이로프랙틱 학위과정을 포함하게 되면 교육기관으로서의 과학적 전통이 심각하게 흔들리게 된다"고 말하였다. 그는 또한 카이로프랙틱이 사이비 과학이며 플라시보 효과보다 나은 것이 없다고 말하였다. Florida Board of Governors에서의 투표결과 11:3으로 카이로프랙틱 학위과정 설립 제안은 기각되었다.
카이로프랙틱 닥터들이 적절한 이학적 검사와 진단을 한다는 근거는 없다. 카이로프랙틱 대학의 교육 시간이 의과대학과 비슷하거나 더 많다고 해서 교육 수준이 비슷하거나 더 높음을 뜻하지는 않는다. 여러 증언들에 따르면 카이로프랙틱 대학에서는 pathology, diagnosis 등의 분야에서 제대로된 교육을 받지 못하는 것으로 드러났다. 카이로프랙틱 대학에서는 pathology, diagnosis 등을 제대로 교육받지 못한 강사들이 강의를 하는 경우가 많기 때문이다. 또한 카이로프랙틱 대학에서의 교육 내용 또한 과학적이지 못하다.

## 긍정적인 입장
카이로프랙틱은 미국에서 환자들로부터 가장 환영받고 진료 만족도가 높은 전공과목 중 하나이다.
카이로프랙틱 전공은 미국 전역에서 Primary Care Physician(PCP)으로서 1차적으로 환자의 상태를 진단하고 치료하며 소견서를 작성할 수 있는 권리를 가지고 있다. 카이로프랙터의 진료범위는 미국이 각 주머다 다른데, 오리건 등 일부 주에서는 카이로프랙터가 처방전을 처방하거나 수술(minor surgery)를 할 수 있다.
카이로프랙틱에 대한 정의에서도 알 수 있듯이 카이로프랙터는 환자에게 적합한 이학적 검사와 진단을 하고 치료를 한다. 뿐만 아니라 전인적인 치료를 위해 치료적 운동 및 영양에 대한 상담도 하고 있다.
카이로프랙틱은 미국의 국가 의료보험인 메디케어와 메디케이드로도 치료가 보장받고 있으며, 연방 정부에서 운영하는 재향군인병원(VA hospital)에서 카이로프랙틱 치료를 받을 수 있는 등 연방 정부에서 인정받는 의료 수단이다. 또한, 미국의 모든 메이저 스포츠 구단은 선수들의 부상방지와 퍼포먼스 향상을 위해 팀 카이로프랙터를 두고 있다.
카이로프랙틱은 4년 과정의 박사 과정과 연방 정부 및 주 정부에서 인증하는 시험을 통과해야 자격을 얻을 수 있으며, 전문의가 될시에 필요한 레지던트 과정이 없을 뿐 의대에서의 교육 과정과 동일한 수준의 의학적 지식을 요구받는다. 또한, 카이로프랙틱 대학원은 주기적으로 인가를 받는 등 철저하게 교육 과정에 대해서 감시를 받는다.
카이로프랙틱은 여러차례 연구를 통해서 척추관련 신경 통증 치료에 효과가 있다는 것이 증명되었으며, 기존의 척추관련 신경 통증 이외에 다른 질환에도 카이로프랙틱이 효과가 있다는 연구가 늘어나고 있다.
영미권 국가를 제외한 다수의 국가에서 카이로프랙틱은 법제화되지 않았지만, 이는 해당 국가의 기존 의학계의 로비와 반대 혹은 카이로프랙틱 자체가 알려져 있지 않기 때문이지, 의학적 근거가 없기 때문이 아니다. 카이로프랙틱의 본진인 미국에서도 미국의학협회의 로비로 1970년대가 되어서야 카이로프랙틱이 법제화되었고, 대한민국에서도 수차례 카이로프랙틱 제도화 시도가 있었지만 기존 의료계의 로비로 무산되었다. ##
카이로프랙틱이 제도화된 국가에서 카이로프랙터는 명확하게 의사(Medical Doctor; M.D.)와 구분되며, 카이로프랙틱 학회에서 그러한 시도를 한 적도 없다. 카이로프랙터가 의사를 사칭한다는 주장은 단지 Doctor를 달고 있다는 이유로 생기는 대표적 오해 중 하나이며, 의사(M.D.)를 사칭하는 행위는 카이로프랙터 관련 기관인 ACA 등을 통해서 철저하게 금지된다.
그러나 한국에서는 의사를 단순히 Doctor로 알고 있는 경우가 많기에 자신을 닥터라고만 소개하여 한국에서의 의사와 같은 것으로 착각하도록 하는 경우도 있다.

## 안전성
2015년 2월 15일 의학 전문 저널인 Spine에 실린 논문은 66세에서 99세사이의 환자들이 근골격계의 문제로 의사를 방문하고 7일 이내에 머리, 목, 또는 상체에 상해가 올 확률을 연구 발표하였다. 이 연구에 의하면, 일차 진료 의사에게 치료를 받을 때 보다 카이로프랙틱 닥터에게 치료를 받은 경우 오히려 상해가 올 가능성이 76% 낮은 것으로 나타났다.
의사들이 행하는 치료의 안전성은 소송이 많은 미국과 같은 나라에서는 의료과실을 대비해 가입하는 의료과실 보험료를 살펴보면 바로 알 수 있다. 2011년도에 일반 의사들은 평균 한해에 의사 한명당 2만4천5백불을 의료과실 보험료로 지출하고 있고 산부인과의 경우 무려 4만6천4백불을 지불한 것으로 나타났다. 반면에 카이로프랙틱 닥터는 한해에 평균 천5백불을 지불하였다.
모든 의료행위는 의료사고를 동반할수 있기때문에 선진국에서는 카이로프랙틱 닥터의 진료와 치료도 다른 의사 그룹과 마찬가지로 정부의 철저한 관리와 규제 아래 교육과 면허가 주어지고 있다. 미국에서 2021년 한해에 합법적으로 처방된 마약성 진통제의 오남용으로 사망한 숫자만도 16,706명이 넘는데, 아래에 기술된 카이로프랙틱 치료후 의료사고를 언급하는 것은 비행기 여행이 자동차 여행보다 통계적으로 훨씬 안전한 여행 방법임에도 불구하고 마치 비행기 여행이 훨씬 위험하다고 주장하는것과 같은 논리이다.
2008년, 캐나다의 Sandra Nette은 불필요한 카이로프랙틱 치료 후 전신 마비 장애를 얻었다.
2002년 2월, 62명의 캐나다 신경과 의사들은 카이로프랙틱 닥터들에 의한 경추 교정의 위험성에 대해 경고하였다. 이들은 지난 50년간 경추 교정에 의한 뇌졸중 및 사망이 보고되었으며, 경추 교정이 45살 미만 뇌졸중 환자들의 주요 발병 원인 중 하나라고 주장하였다. 경추 교정의 치료 효과에 대한 과학적 증거가 미미하거나 없다고 주장하였다.
1996년, 캐나다의 Lana Dale Lewis는 카이로프랙틱 치료를 받은 후 부작용 인해 뇌졸중으로 사망했다.
캐나다의 CCPA(Canadian chiropractic protective association)에서 1988년부터 1997년까지 10년 동안의 실제 카이로프랙틱 관련 뇌졸중 사고를 모두 분석하였다.
뇌졸중이라는 진단은 신경외과의에 의해 내려졌다. 10년동안 카이로프랙터에 의해 1,345,000,000회의 목 치료가 행해졌는데, 이 중에 43건만 신경학적 증상을 동반한 사고가 있었다.
또한, 이 중에서 20건은 뇌졸중으로 진단되지 않고, 23건만이 뇌졸중으로 진단됐다. 이시기에 캐나다에는 4500명 이상의 카이로프랙터가 있었다.
이 수치에 의하면, 8,060,000번 중에 한번 혈관 손상을 당할 수 있고, 5,850,000번 중의 한번 목 교정으로 손상을 당할 수 있다.
이 수치는 신경외과 전문이 들이 말한 1/1,000,000 보다 적은 확률이다. 앞 연구의 저자들 중 Dr. Haldeman은 캐나다 카이로프랙틱 보호 협회(Canadian chiropractic protective association)의 외부 컨설턴트로 활동하였고, Dr. Carey는 캐나다 카이로프랙틱 보호 협회 회장이며, Mr. Papadopoulos는 캐나다 카이로프랙틱 협회 직원이었다. 캐나다 카이로프랙틱 보호 협회는 의료 사고로 인한 소송으로부터 카이로프랙틱 닥터들을 보호하기 위한 단체로, 캐나다 카이로프랙틱 협회(Canadian Chiropractic Association)에서 1986에 설립했다. 이러한 이유로 앞 연구는 객관성이 결여될 수 있다.
2010년 시드니 대학(the University of Sydney)의 앤드루 리버(Andrew Leaver) 박사의 연구결과에 따르면, 카이로프랙터(Chiropractors)에 의한 격렬한 척추 조작이 뇌졸중 위험을 증가시킨다. 카이로프랙틱 시술이 목의 혈관에 손상을 주어, 몇 일 동안 환자의 뇌졸중의 위험이 높아졌던 사례가 있었다. 또한 연구결과에 따르면 목 통증을 가진 환자들이 카이로프랙틱과 같은 격한 치료를 받은 경우와 뼈에 자극 없이 목의 마사지만을 받은 경우의 치료 효과가 동일한 것으로 나타났다.
1992년에 이루어진 연구에 의하면, 캘리포니아 지역에서 2년 동안의 조사 기간 동안 카이로프랙틱으로 인해 1명이 사망하고, 48명은 영구적인 신경학적 장애를 가지게 되었다. 신경학적 장애들로는 어눌한 발성, 단어 정렬 능력 상실, 현기증 등을 보였다.
1925년~1997년 사이에 발표된 저널 논문 116개를 조사한 결과, 목뼈 조작으로 목에 부상을 입은 경우가 177건에 이른다. 이 중 60%는 카이로프랙틱 시술자에 의한 부상이었다.
카이로프랙틱 시술에 의한 부작용으로 환자가 사망한 증례가 있다.
연구들에 따르면 카이로프랙틱은 부작용이 일반의들 약처방보다 훤씬 덜한 것으로 나타났다,

카이로프랙틱 닥터들은 다른 전문 의사들보다 사망 등과 같은 심각한 부작용을 초래하는 경우가 없다. 960,140 세션의 카이로프랙틱 척추 조작을 포함하는 최근의 후향적 연구에서 두 가지 심각한 부작용이 확인되었으며, 둘 다 늑골 골절이었고 골다공증이 있는 나이든 여성에서 발생했습니다(100,000 세션당 발생률 0.21).
SPINE 저널 2008년 2월판에 발표된 논문에의하면 Vertebrobasilar 스트로크의 발병율이 일반 일차진료의사(primary care provider)의 진료후나 카이로프랙틱의사의 진료후에 차이가 없는 것으로 나타났다.

## 도수치료에 대한 의사협회의 의견
카이로프랙틱을 도수치료라고 부르며 정형외과, 신경외과, 재활의학과등에서 시술을 하고 있는 현실은 다 알고 있는 사실이다.  2022년 3월3일자 의사신문에 따르면 "최근 한 손보사에서는 가입자 등에게 ‘도수치료 청구 시 유의사항 안내’라는 문자를 보내 “도수치료는 치료방법이나 치료횟수 등에 대한 의학적인 근거가 충분하지 않은 의료행위”라며 이에 대한 모든 책임소재가 의료기관에게 있는 것처럼 표현하기도 했다.
이에 대해 의협은 “도수치료가 임상적으로 효과가 있다는 논문은 많다”며 “보건복지부 또한 도수치료에 대해 ‘의학적‧해부학적 전문지식을 바탕으로 근골격계통의 통증 및 기능 저하를 치료하는 의료행위’라고 해석하고 있다”고 설명했다."

## 같이 보기
- 쓸모없는 암 치료 요법 목록